# Wagbachniederung

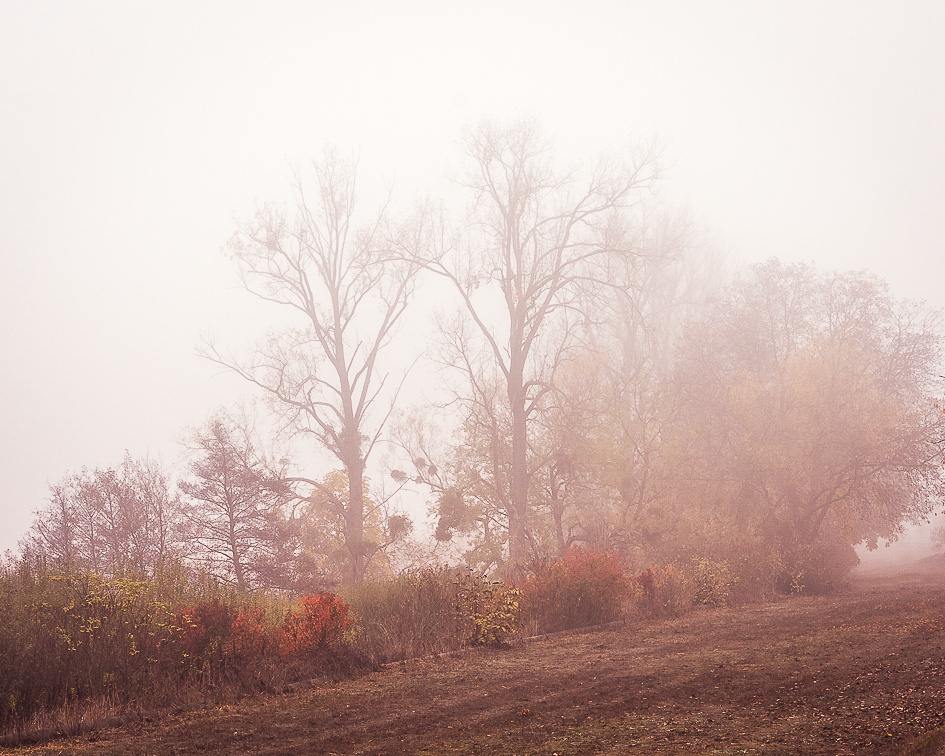
Auf dem Weg zur Niederung

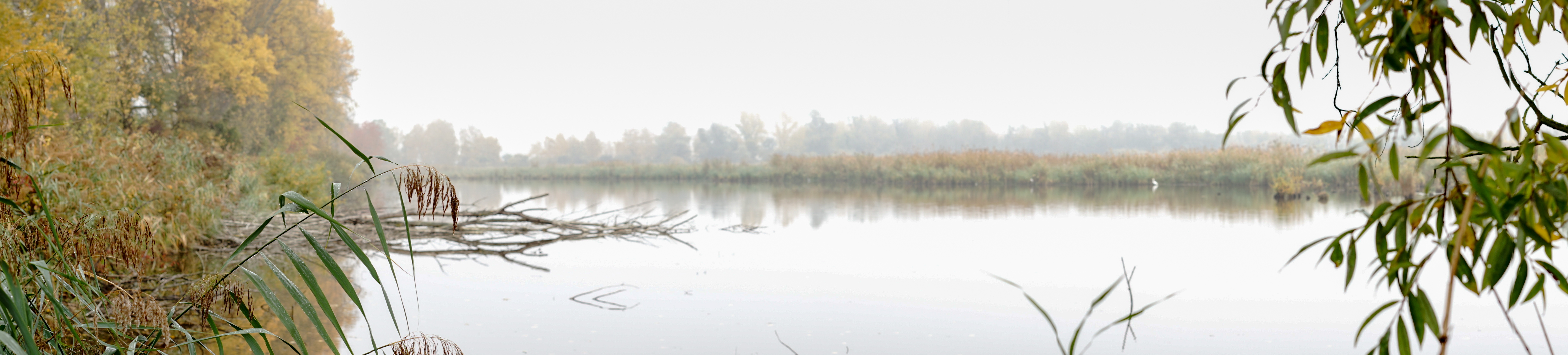
Panorama

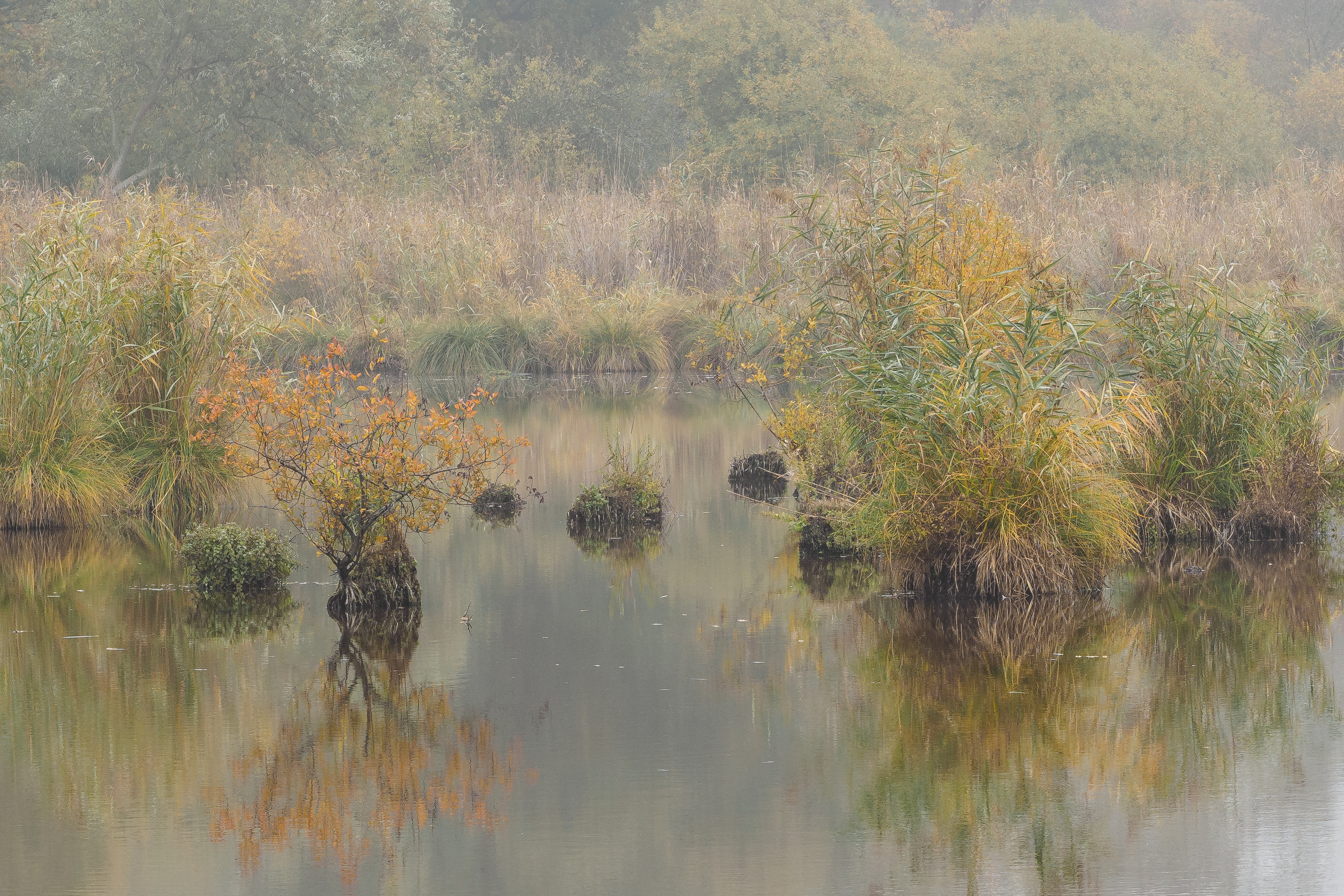
Spiegelung

Die Wagbachniederung ist ein Naturschutzgebiet im Naturraum Nördliche Oberrheinniederung und Hardtebenen in Baden-Württemberg.
Das vielfältig strukturierte Feuchtgebiet in der Randniederung der Rheinaue wird geprägt von den Klärteichen der bis 1995 betriebenen Waghäuseler Zuckerfabrik und den daraus entstandenen weiten Röhrichtflächen und ausgedehnten Schlammflächen und Resten des früher bedeutendsten Moores in der Rheinaue. Es ist ein europaweit wichtiger Brut- und Rastplatz für heimische und durchziehende vom Aussterben bedrohte Vogelarten und zählt zu den bedeutendsten EU-Vogelschutzgebieten in Deutschland.

## Geographie
Das rund 224 Hektar große Gebiet liegt in der Schlinge eines Altarms des Rheins nördlich von Waghäusel und südlich von Neulußheim in den Gemarkungen von Oberhausen-Rheinhausen (Landkreis Karlsruhe) und von Neulußheim (Rhein-Neckar-Kreis) in Baden-Württemberg.

## Steckbrief
Das Gebiet wurde per Verordnung am 8. Juli 1983 als Naturschutzgebiet ausgewiesen und wird unter der Schutzgebietsnummer 2.064 beim Regierungspräsidium Karlsruhe geführt. Es hat eine Fläche von 223,5 Hektar, wovon 199,8 ha auf den Landkreis Karlsruhe und 20,6 ha auf den Rhein-Neckar-Kreis fallen. Das Naturschutzgebiet ist in die IUCN-Kategorie IV, ein Biotop- und Artenschutzgebiet, eingeordnet. Die WDPA-ID lautet 82851 und entspricht dem europäischen CDDA-Code und der EUNIS-Nr.
Der wesentliche Schutzzweck
„ist die Erhaltung des vielfältig strukturierten Feuchtgebietes in der Randniederung der Rheinaue aus ökologischen sowie aus wissenschaftlichen Gründen. Die hohe Schutzwürdigkeit ergibt sich insbesondere aufgrund
- der internationalen Bedeutung des Gebietes als Brutstätte mehrerer vom Aussterben bedrohter Vogelarten,
- der international bzw. interkontinental bedeutenden Funktionen des Gebietes als Rast- und Nahrungsplatz nordeurasischer Zugvögel,
- der großen vielfältig gegliederten Schilfbestände, die von ihrer Fläche her einzigartig im nördlichen Baden-Württemberg sind,
- der besonders großen Biotopvielfalt, die neben sonst kaum vorkommenden, ausgedehnten Schlammflächen Reste ökologisch besonders bedeutender Niedermoorflächen des früher berühmtesten Moores in der Rheinaue enthalten.“

## Tierwelt
Im Naturschutzgebiet können Vogelarten beobachtet werden wie:
Kormoran, Entenvögel, Kanadagans, Schwan, Blässhuhn, Haubentaucher, Graureiher, Silberreiher, Purpurreiher, Möwenarten (v. a. Lachmöwen); Rohrsänger, Grasmücken, Bartmeise, Neuntöter, Kuckuck und Eisvogel. Auch Amphibien (Wasserfrosch, Grasfrosch, Unkenarten) kommen vor, sowie Reptilien wie zum Beispiel die Ringelnatter. An Säugetieren treten Bisamratte und Nutria auf.

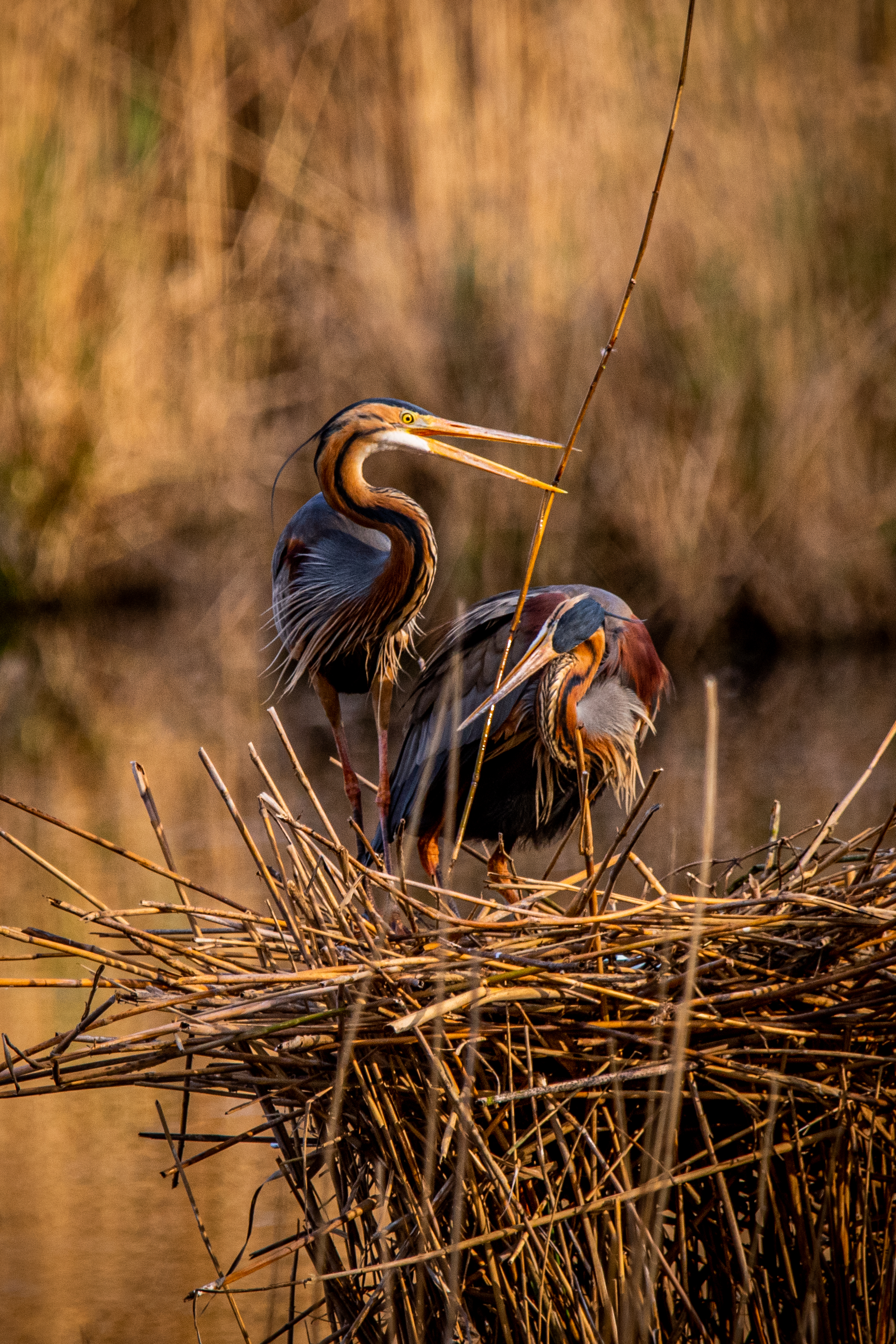
Brütende Purpurreiher in der Wagbachniederung
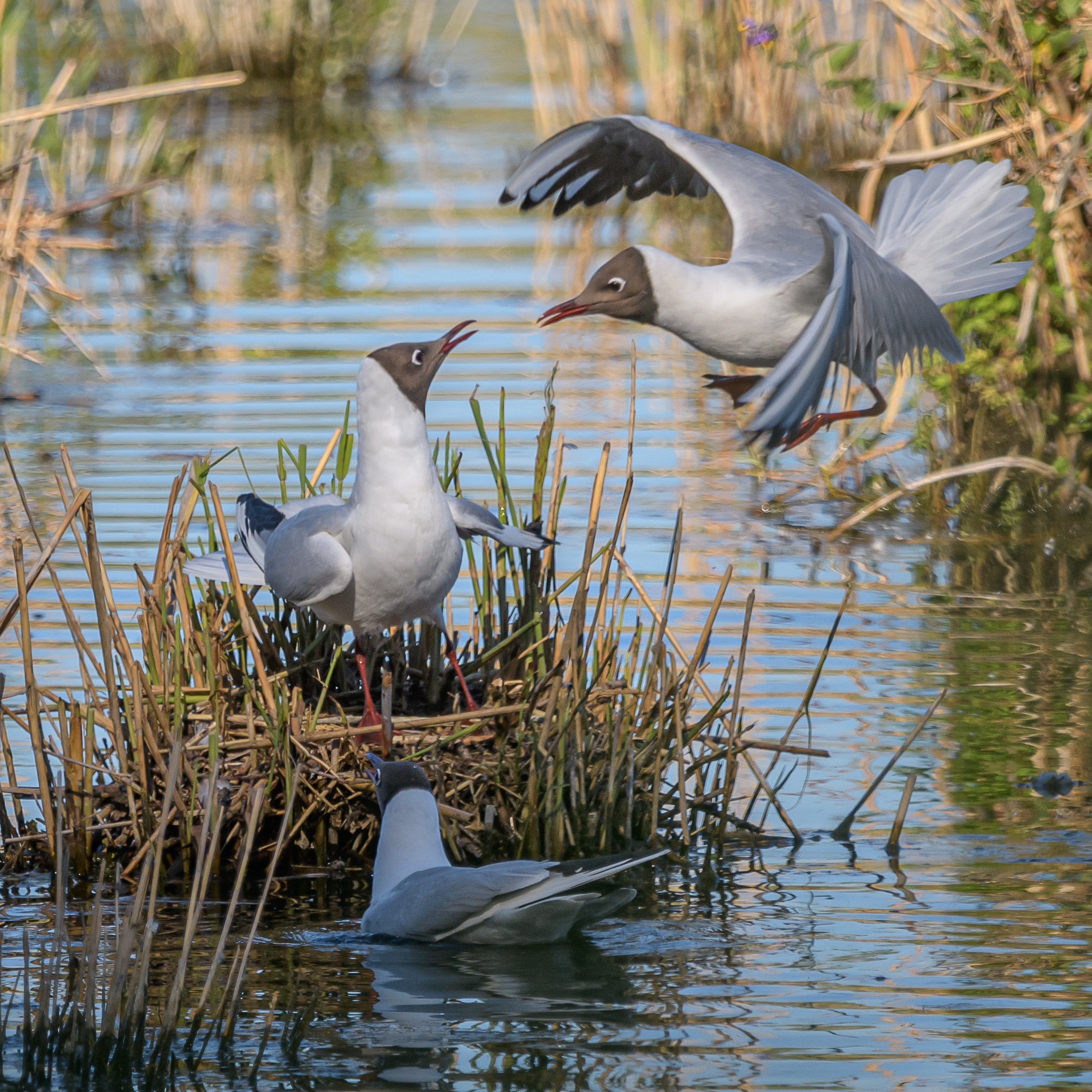
Brütende Lachmöwen in der Wagbachniederung
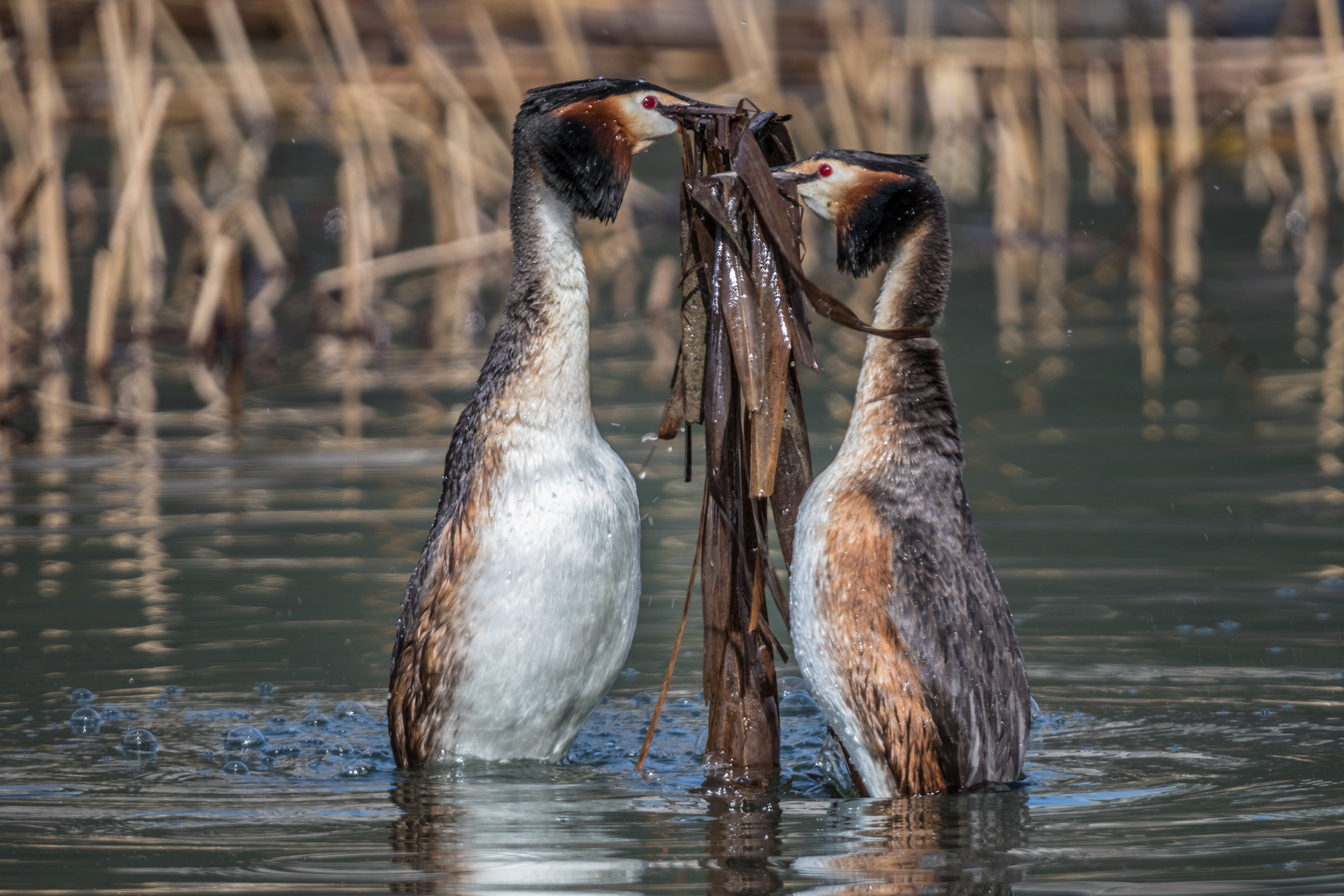
Haubentaucher bei der Balz in der Wagbachniederung

## Besuch
Das Gebiet ist gut zugänglich. Von der alten Bundesstraße 36 aus, die über der Wagbachniederung liegt und heute als Kfz-freier Radweg zwischen Neulußheim und Waghäusel dient, ist das Gelände gut einsehbar. Von dieser Seite aus wie auch von einem Bauernhof bei Waghäusel her führen Fußwege in das Gelände. Im Frühjahr 2009 wurden zwei frei zugängliche Beobachtungshütten nahe der Straße errichtet, die auch das Fotografieren mit (Einbein-)Stativ ermöglichen.